# UCI 프로시리즈
UCI 프로시리즈(영어: UCI ProSeries)는 2부 남자 엘리트 도로 자전거 경기 시리즈다. 2020년에 시작되었다. 이 시리즈는 UCI 월드투어 아래에 있지만 다양한 지역 UCI 컨티넨털 서킷츠 위에 있다.

## 팀 참여
프로시리즈에서 UCI 월드팀은 유럽 레이스에서 최대 70%, 기타 레이스에서 최대 65%까지 참가할 수 있다. 참가하는 나머지 팀은 UCI 프로팀, UCI 컨티넨털 팀 또는 내셔널 팀이 될 수 있다.